# براهموس
براهموس (بالإنجليزية: BrahMos)‏ اسم لسلسلة من صاروخ جوال التي طورت بشراكة الهند وروسيا، تعتبر صواريخ «براهموس» الجوالة (كروز) الأسرع في العالم.

## المستخدمون
- الهند
- روسيا
- الجزائر
- الإمارات
- تشيلي
- جنوب أفريقيا
- فيتنام